# Hans Hoss
Hans Hoss (* 30. August 1923 in Vaihingen an der Enz; † 27. Dezember 2013) war ein deutscher Jurist und Kommunalpolitiker.

## Werdegang
Aufgewachsen in Schwäbisch Gmünd – sein Vater war dort seit 1929 Oberamtmann – wurde er noch vor dem Abitur eingezogen und erlitt im Zweiten Weltkrieg als Soldat mehrere, zum Teil schwere Verletzungen. Nach Rückkehr aus kurzer Kriegsgefangenschaft konnte er 1946 das Abitur nachholen und anschließend an der Albert-Ludwigs-Universität Freiburg ein Studium der Rechts- und Staatswissenschaften antreten.
Hoss schloss sein Studium 1951 mit der Promotion ab. Nach ersten Laufbahnstationen in den Landratsämtern Schwäbisch Hall und Heilbronn wechselte er 1955 ins Bundesinnenministerium nach Bonn. Er war im Rang eines Oberregierungsrates in der Verwaltung tätig.
1960 trat Walther Groz, Ebingens erster Oberbürgermeister nach dem Krieg, ab. Hoss wurde zu seinem Nachfolger gewählt und war vom 1. Mai 1961 bis 31. Dezember 1974 Oberbürgermeister der Stadt. Zur Wahl des Bürgermeisters der durch Zusammenschluss der damaligen Städte Ebingen und Tailfingen sowie der Gemeinden Onstmettingen und Pfeffingen neu gebildeten Stadt Albstadt 1974 trat er nicht an, fungierte allerdings bis zur Wahl von Hans Pfarr ein halbes Jahr kommissarisch als Oberbürgermeister.
Von 1964 bis 1967 und von 1973 bis 1976 war er Rundfunkrat beim Südwestfunk. Hoss übernahm nach seiner Zeit als Bürgermeister einen Lehrauftrag an der Stuttgarter Fachhochschule für öffentliche Verwaltung. 1982 wurde er dort Professor, 1994 zog er sich aus dem Berufsleben zurück. 1995 erhielt er das Bundesverdienstkreuz erster Klasse.
Hoss war verheiratet und hatte zwei Söhne.

## Auszeichnungen
- 1975: Bundesverdienstkreuz
- 1995: Bundesverdienstkreuz 1. Klasse
- Ehrenbürgerschaft von Ebingen